# Flums
Flums – miejscowość i gmina we wschodniej Szwajcarii, w kantonie St. Gallen, w okręgu Sarganserland.

## Demografia
We Flums mieszkają 5 074 osoby. W 2021 roku 21,8% populacji gminy stanowiły osoby urodzone poza Szwajcarią. 

## Transport
Przez teren gminy przebiegają autostrada A3 oraz droga główna nr 3.